# DAR-21
XK8(또는DAR21)(Daewoo Assault Rifle 21st Century)은 S&T 대우에서 개발한 불펍식 돌격소총이다. 제식화기로 채용하기에 국군측의 호응을 얻지 못하여 결국 실패하고 해외수출마저 군 채용이 되지 않았다는 점 때문에 해외수출도 실패하였다. 불펍 특유의 단점(왼손잡이 사용 불가, 무게중심 잡기 어려움, 조준이 추가 장비 외에는 어려움 등)과 조정간이 SA80처럼 뒤에 있어 인체공학적인 면이 아닌 까닭에 채용 거부되었다. DAR-21이 초기 모델이고 이후 모델이 XK8이다.

## 상세
K2를 불펍화했다고 오해가 있으나 개발사 관계자들에 의하면 사실이 아니다. 피카티니 레일이 기본으로 장착되어있어 여러 가지 부가 장비 부착이 용이하다. 과거 불펍소총이 관심을 받을 때 개발되었으나 제식채용은 거부되었다.

## 같이 보기
- K2 소총